# Masaki Chūgo
Masaki Chūgo (中後 雅喜?, Chūgo Masaki; Chiba, 16 maggio 1982) è un allenatore di calcio ed ex calciatore giapponese, di ruolo difensore.

## Palmarès
- Campionato giapponese: 2

Kashima Antlers: 2007, 2008
- Coppa del Giappone: 1

Kashima Antlers: 2007